# Носкови
Носко́ви (рос. Носковы) — присілок у складі Нагорського району Кіровської області, Росія. Входить до складу Чеглаківського сільського поселення.
Населення становить 1 особа (2010, 7 у 2002).
Національний склад станом на 2002 рік — росіяни 100 %.